# Catedral de Matamoros
Situada en Matamoros, Tamaulipas, México, la Catedral de Matamoros, cuyo nombre completo es Catedral de Nuestra Señora del Refugio, es la sede de la Diócesis de Matamoros-Reynosa. Fue levantada en el siglo XIX, y se ubica en el centro histórico de la ciudad.

## El edificio
La obra fue iniciada por el padre Nicolás Ballí a principios del siglo XIX. De tres naves, con una arquitectura de estilo neoclásico, al pasar de los años la catedral ha sufrido ligeras modificaciones.
La fachada, de estilo neoclásico, cuenta con tres arcos de acceso, flanqueados por columnas toscanas, seis en total. El arco principal es de medio punto, mientras que los laterales son de tipo ojival. Los arcos sostienen un frontón triangular, en cuyo centro se encuentra la ventana del coro, de forma también ojival. Las torres laterales son de dos niveles, y los remates de forma cónica prismática, similar a los de la Catedral de Nueva Orleáns, en Luisiana.
El interior, reformado, solía contar con grandes candiles de velas, los cuales se cambiaron por iluminación eléctrica. Asimismo las bancas, luces y pisos cambiaron; también se introdujo un clima artificial y la modificación en el salón contiguo al templo. En 1933 un fuerte huracán azoto la región de Matamoros, derrumbando las dos torres que coronan la catedral, y sustituidas por las actuales.
El altar, neoclásico, no ha sufrido cambio alguno. En el 2005 se añadió a la nave sur una escultura réplica de la famosa Piedad del Vaticano.

## Datos de interés
- Dirección: Calle 5 entre Morelos y González , C.P. 87300, Apdo. Postal n.º 128, C.P. 87351, H. Matamoros, Tamaulipas
- Teléfono: (868) 812-01-12 y 816-09-07 - Fax 813-09-28
- Misas:

- Domingo: 7:00 a. m., 9:00 a. m., 10:15 a. m., 11:30 a. m., 1:00 p. m., 5:00 p. m., 6:00 p. m. 7:00 p. m., 8:00 p. m. y 9:00 p. m.
- Diaria: 7:00 a. m., 12:00 p. m. y 8:00 p. m.

- Presbíteros:

- Párroco: Pbro. Jesús Palacios
- Vicario parroquial: Pbro. Humberto Zúñiga